# Gedenkstein erste Maikundgebung Halle

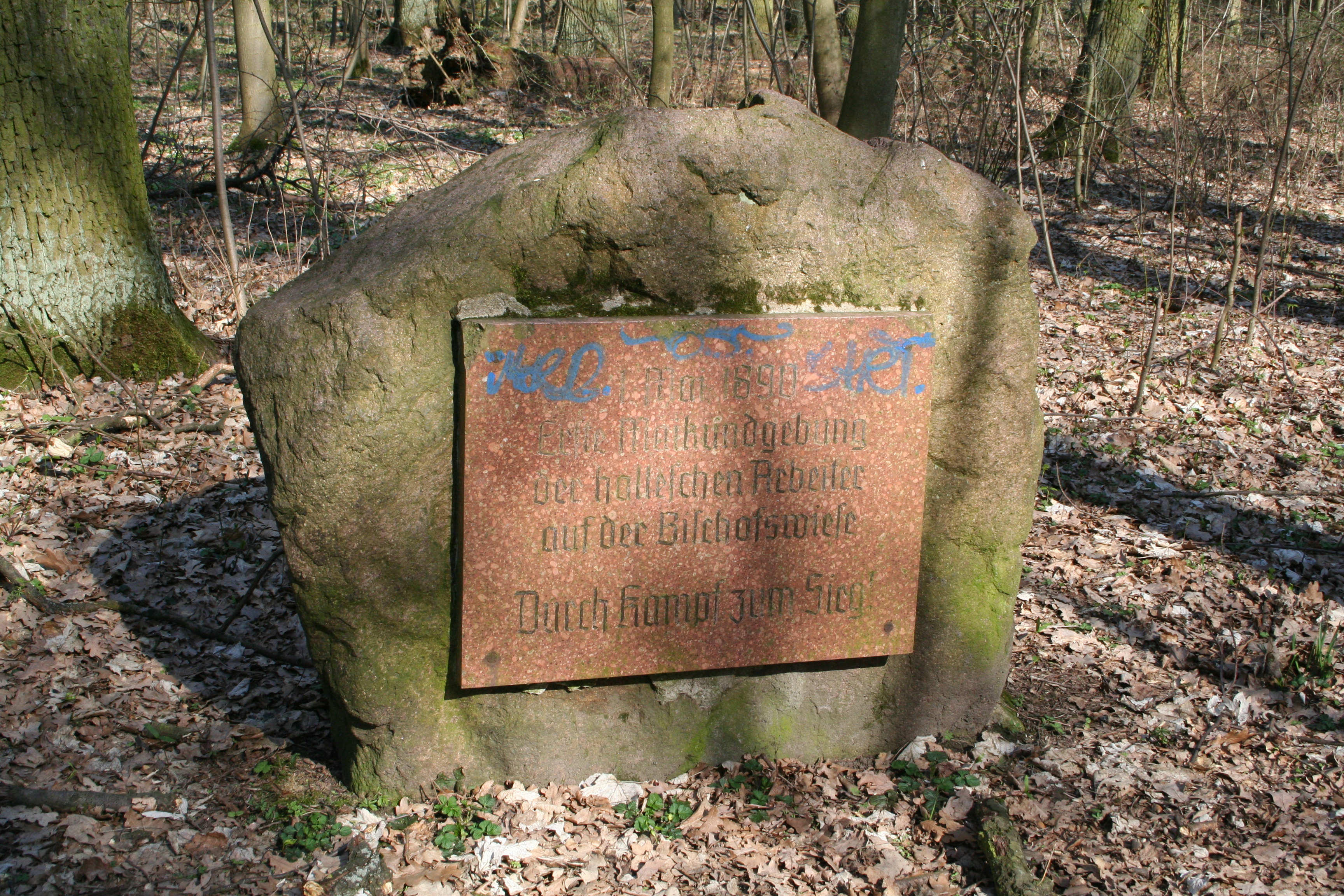
Ansicht von Süden

Der Gedenkstein für die Erste Maikundgebung ist ein Kleindenkmal in der Stadt Halle (Saale) in Sachsen-Anhalt. Es steht unter Denkmalschutz und ist im Denkmalverzeichnis mit der Erfassungsnummer 094 04590 eingetragen.

## Lage und Geschichte
Mitten in der Dölauer Heide befindet sich der Gedenkstein im Areal der Bischofswiese. Im Jahr 1890 trafen sich hier mehr als 600 Arbeiter außerhalb von Halle auf der Bischofswiese und begingen hier zusammen den 1. Mai, wie es an diesem Tag weltweit im Gedenken an den Haymarket Riot und seine Opfer der Fall war. Auch später kam es hier wiederholt zu Versammlungen der Arbeiterschaft, etwa bei einer Anti-Kriegs-Demonstration im Jahr 1917. Wann das Denkmal errichtet wurde, scheint bisher nicht ermittelt worden zu sein.

## Gestalt und Inschrift
Ein verwitterter Stein trägt eine Platte aus Porphyr, auf der in einer gebrochenen Schriftart Folgendes steht:
Erste Maikundgebung

der halleschen Arbeiter

auf der Bischofswiese